# Rätzlingen (Dolna Saksonia)
Rätzlingen – miejscowość i gmina w Niemczech, w kraju związkowym Dolna Saksonia, w powiecie Uelzen, wchodzi w skład gminy zbiorowej Rosche.